# Caradrina scotoptera
Caradrina scotoptera är en fjärilsart som beskrevs av Rudolf Püngeler, 1914. Caradrina scotoptera ingår i släktet Caradrina och familjen nattflyn, Noctuidae. En underart finns listad i Catalogue of Life, Caradrina scotoptera fuscovaria Hacker, 2004.